# 瓦尼 (摩泽尔省)
瓦尼（法語：Vany，法語發音：[vani]）是法国摩泽尔省的一个市镇，属于梅斯区。

## 地理
瓦尼（49°9'25"N, 6°14'31"E）面积3.1 平方千米，位于法国大東部大區摩泽尔省，该省份为法国东北部内陆省份，是洛林的一部分，西南接默尔特-摩泽尔省，东临下莱茵省，北与卢森堡和德国接壤。
与瓦尼接壤的市镇（或旧市镇、城区）包括：旺图、沙尔利-奥拉杜尔、雪勒、法伊、梅村、努伊、圣于连莱梅斯。

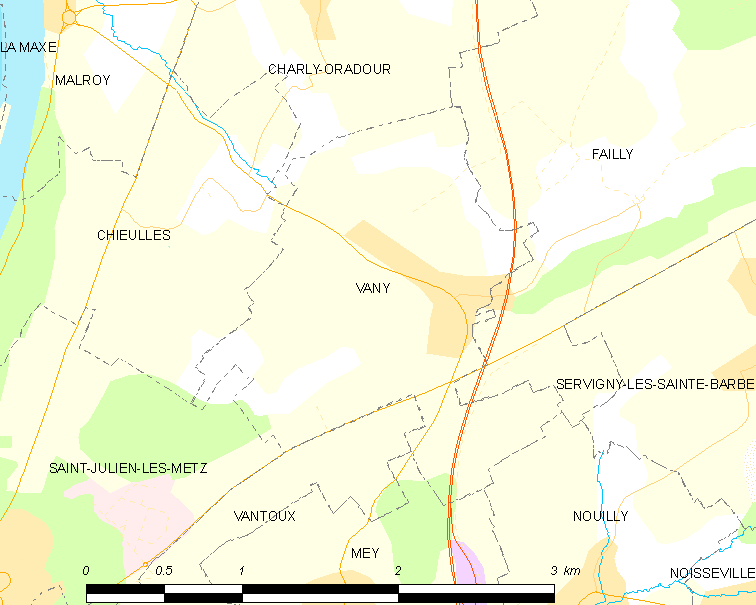
的OSM定位图

瓦尼的时区为UTC+01:00、UTC+02:00（夏令时）。

## 行政
瓦尼的邮政编码为57070，INSEE市镇编码为57694。

## 政治
瓦尼所属的省级选区为梅斯地区县。

## 人口

1962-2008年间人口变化图示

瓦尼于2022年1月1日时的人口数量为473人。